# Jule
Jule, psáno i yule je svátek zimního slunovratu, slavený od starověku v severní Evropě. Po přijetí křesťanství byl svátek znám jako „Vánoce“, kombinující tradici a symboliku Jule s celým příběhem narození Ježíše Nazaretského. Tradice Jule zahrnují zdobení jedle, umisťování řádně připraveného dřeva do krbu, zavěšení jmelí a cesmíny v domě, rozdávání darů, stejně jako obecně chápané oslavy.
V předkřesťanských dobách germánské pohanské kmeny slavily Jule od konce prosince do začátku ledna a stanovovaly dobu oslav podle lunárního kalendáře. Během procesu pokřesťanštění, po přijetí juliánského kalendáře, byl čas začátku svátku Jule nastaven na 25. prosince, aby odpovídal svátku slavenému křesťany, který oni nazývali Vánoce. Z těchto důvodů se pojmy „Jule“ a „Vánoce“ často používají zaměnitelně, obzvláště v koledách, např. Jul, jul, strålande jul.
V Dánsku, Norsku a Švédsku se slovo jul běžně používá k popisu svátků, a to i v křesťanském prostředí. V některých kulturách je vrcholem svátku 24. prosince – kdy děti dostávají dárky, které přinesla postava připomínající Santa Clause, který se v Dánsku nazývá „julemanden“, v Norsku „julenissen“ a ve Švédsku „jultomten“.
Ve Finsku se svátek nazývá „joulu“, v Estonsku „jõulud“, na Islandu a na Faerských ostrovech „jól“.
Jule je důležitou událostí pro germánské novopohany. Mezi stoupenci náboženství Wicca ale i v řadě světských kruhů se svátek slaví jako zimní slunovrat, připadající na severní polokouli na 21. nebo 22. prosince a na jižní polokouli na 20. nebo 21. června.
V některých zemích (severských, ale třeba i v Anglii) jde o pálení posvěceného polene (angl. Yule log, u Germánů  Julblock. Jde o speciálně vybraný kus dřeva, který by měl hořet 12 dní. Symbolikou se vztahuje ke slunovratu, kdy hořící poleno má posílit nově přicházející Slunce. Podle jiných zdrojů se jedná o symbolické spálení nebezpečného draka. Od tohoto hořícího polene se zapalují i jiné ohně v domácnosti. Při přípravě do krbu se rovněž kropí vínem či pivem a posypává moukou, popelem nebo třískami z julového polena předchozího roku. V 19. století se také ustálil zvyk přípravy julového polena jakožto sladkého koláče, z čehož lze tušit předchůdce vánoční štoly. Podobné zvyky nacházíme i u jižních Slovanů, kteří svátek, ale i poleno samotné nazývají (Srbové) badnjak, (Bulhaři) badnik a (Slovinci) božič.
Prameny o předkřesťanském jule pochází především ze severského prostředí. Jedno z jmen Ódina znělo jólfaðr „otec jule“ a v severské poezii se toto slovo často používá jako výraz pro jakoukoliv slavnost, například v kenningu hugins jól „Huginnovo jule“ ve významu „hostina pro vrány“.